# Мамай (фильм)
«Мамай» (укр. Мамай) — украинский художественный фильм режиссёра Олеся Санина, снятый на киностудии им. А. Довженко в 2003 году. В основе картины – авторская версия возникновения легенды об украинском фольклорном персонаже козаке Мамае — популярном образе украинской литературы и живописи XVI—XIX веков.
Фильм снят по заказу Министерство культуры и искусств Украины. Создатели фильма (Олесь Санин, Сергей Михальчук, Алла Загайкевич, Виктория Спесивцева и Андрей Билоус) удостоены Государственной премией Украины им. А. Довженко.

## Сюжет фильма
В фильме переплетены два сюжета. Первый — «Дума про трёх братьев азовских», литературная основа которой датируется XVI веком. Второй — «Песнь Дервиша про трёх доблестных мамлюков», из эпоса тюркских народов, который бытует у крымских татар.
Трое родных братьев, служивших наёмниками в трёх разных армиях, бросают службу, услышав плач Золотой Песенной Колыбели. Согласно татарской легенде, когда Колыбель попадает в руки чужаков — татары теряют свою силу, их народ рассыпается, прерывается род.

## В ролях
- Виктория Спесивцева — Амай, татарка
- Андрей Билоус — Мамай
- Назлы Сеитаблаева — татарская девочка
- Сергей Романюк — старший брат
- Олесь Санин — средний брат
- Ахтем Сейтаблаев — средний брат Умай, татарский воин
- Эльдар Акимов — татарский воин
- Эмиль Расилов — татарский воин
- Лесь Сердюк
- Андрей Середа
- Зарема Белялова
- Андрей Санин
- Шевкет Сейдаметов
- Дмитрий Санин
- Сергей Марченко

## Съёмочная группа
- Автор сценария: Олесь Санин
- Режиссёр-постановщик: Олесь Санин
- Оператор-постановщик: Сергей Михальчук
- Композитор: Алла Загайкевич
- Художники-постановщики:
  - Юлиан Тихонов
  - Андрей Сиверинко
- Художники по костюмам:
  - Гала Отенко
  - Ирина Клиба
- Исполнительный продюсер: Елена Тарасенко
- Генеральные продюсеры:
  - Анна Чмиль
  - Арам Геворкян

## Признание и награды
- 2003 — XII Открытый фестиваль кино стран СНГ и Балтии «Киношок» (Анапа)
  - Лауреат в категории «За лучшую операторскую работу» имени Александра Княжинского (Сергей Михальчук)[2][3]
- 2004 — ХХ Российский кинофестиваль «Литература и кино» (Гатчина)
  - Приз имени Андрея Москвина за лучшую операторскую работу (Сергей Михальчук)[4]
- 2004 — XIII Международный кинофорум «Золотой Витязь» (Иркутск)[5][6]
  - Диплом за «Лучшую операторскую работу»
  - Специальный диплом «За поэтическую экранизацию эпоса»
- 2004, 18 августа — Государственная премия Украины имени Александра Довженко за выдающийся творческий вклад в создание полнометражного художественного фильма «Мамай»[1]
  - Олесь Санин, автор сценария и режиссёр-постановщик
  - Сергей Михальчук, оператор-постановщик
  - Алла Загайкевич, композитор
  - Виктория Спесивцева, Андрей Билоус, актёры

## Факты
- В основе сценария — два литературных памятника — «Дума про трёх братьев азовских» и «Песнь Дервиша про трёх доблестных мамлюков», объединённые одним эпизодом побега из татарского плена трёх братьев-козаков
- В фильме звучит музыка в исполнении оркестра «Киевская камерата» (главный дирижёр Пётр Толстуха), «Трио Инвера Измайлова», Оркестра Национального Академического крымскотатарского театра
- Фильм «Мамай» стал первым в истории украинского кинематографа, который был выдвинут в номинацию на получение премии Оскар в номинации «Премия «Оскар» за лучший фильм на иностранном языке» (2003 год). Фильм в официальные номинанты не попал[7][8]
- Размер денежного вознаграждения Государственной премии Украины имени Александра Довженко, которую получили создатели фильма, в 2004 году составляла 75 тысяч гривен[1]
- Премьера фильма на Украине состоялась 19 февраля 2003 года; в США, на Международном кинофестивале в Палм-Спринг — 15 января 2004 года [9]